# Playa Hermosa
Playa Hermosa est une ville et une station balnéaire de l'Uruguay située dans le département de Maldonado. Sa population est de 382 habitants.

## Population
| Année | Population |
| ----- | ---------- |
| 1963  | 77         |
| 1975  | 121        |
| 1985  | 155        |
| 1996  | 302        |
| 2004  | 382        |

,